# Six Figures Getting Sick
Pour plus de détails, voir Fiche technique et Distribution.
Six Figures Getting Sick est un film américain de court métrage réalisé par David Lynch, sorti en 1966. C'est le premier projet connu et accessible du réalisateur-artiste David Lynch.
C'est durant les années qu'il a passées à la Pennsylvania Academy of Fine Arts que Lynch a créé ce film painting, ou peinture animée. Ce concept proposait la mise en mouvement d'une peinture, procédé qui préfigurait le cinéma de Lynch dans lequel on retrouve sa « manière » d'artiste, ses recherches formelles esthétiques et sensorielles.
Ce court métrage, dont la durée est de 4 minutes (film de 45 secondes en boucle) était destiné à être projeté sur un écran spécial dont la surface se composait, à des endroits précis, de visages et de bras sculptés (en 3D), déformant ainsi l'image. Six figures fait fusionner la sculpture, la peinture et le cinéma.
Gratifié d'un prix jeune talent, Six Figures a révélé un Lynch plasticien. Il faudra attendre The Grandmother (1970), premier vrai film de Lynch, pour que le son (post-synchronisé) soit introduit dans l'œuvre de Lynch.
Six Figures est présenté à la Fondation Cartier à Paris en mai 2007 dans le cadre de l'exposition consacrée à l'œuvre cinématographique et peinte de David Lynch, The Air Is on Fire.

## Fiche technique
- Réalisateur : David Lynch
- Durée : 4 min
- Pays :  États-Unis